# BBoom BBoom
《BBoom BBoom》（韓語：뿜뿜）為韓國女子團體MOMOLAND的一首單曲，此單曲由MLD娛樂在2018年1月3日發行，並收錄於第三張迷你專輯《GREAT!》中。

## 樂評
KKBOX韓樂觀察員Azo表示，《BBoom BBoom》副歌不斷反覆的「BBoom BBoom」一聽難忘，從明亮的前奏接續歡快電音旋律，歌曲中段風格急轉直下加入充滿嘻哈味的Trap，利用層次豐富的編曲充分展現MOMOLAND的多元魅力。編輯員柯吉霸則表示，《BBoom BBoom》歌詞敘述期待對方喜歡上自己的少女心，讓她們擄獲眾男之心。每一次的音樂現場中，台下軍隊式的應援口號成了點綴她們舞台的另類配樂。

## 發行與排行
MOMOLAND於《BBoom BBoom》發行後在Mnet音樂節目《M! Countdown》獲得出道後第一個一位獎盃。歌曲發行三個月後，獲得當年韓國國內發行專輯中第一支點擊破億的音樂錄影帶。歌曲亦曾入圍告示牌雜誌《世界單曲銷售榜》前五名，為該女團首次登上告示牌榜單的歌曲。

### 發行紀錄
| 單曲            | 日期         | 形式     | 發行公司                    |
| --------------- | ------------ | -------- | --------------------------- |
| 《BBoom BBoom》 | 2018年1月3日 | 數位下載 | MLD Entertainment、LOEN娛樂 |

### 排行榜
| 榜單名稱（2018年） | 最高排名 |
| ------------------ | -------- |
| Gaon数字榜         | 2        |
| Gaon每週流動榜     | 2        |
| Gaon單曲下載榜     | 3        |
| Gaon手機排行榜     | 4        |
| Gaon BGM排行榜     | 10       |

## 爭議

### 抄襲爭議
《BBoom BBoom》發行後，俄羅斯演唱組合白银组合質疑該曲抄襲她們2015年為電影《SPY》獻唱的OST《Mi Mi Mi》，作曲人新沙洞老虎回應「因為歌曲種類的相似性和吉他的關係，intro 部分可能會覺得聽起來有點耳熟，但是旋律和曲子的進行與被指抄襲的歌曲明顯不同。」，駁斥抄襲說。

### 買榜爭議
《BBoom BBoom》發行後，在1月12日爆量賣出8000張專輯，MOMOLAND的經紀公司遭質疑買榜。MOMOLAND的經紀公司得知消息後公開發票，並表示專輯是由日本及海外粉絲所購，並非自費囤積。之後韓國文化體育觀光部對此展開調查，最後表示並沒有查出MOMOLAND有刷榜行為的結論。